# Act III: M.O.T.T.E World Tour
Act III: M.O.T.T.E World Tour è stato il secondo tour del rapper e cantautore sudcoreano G-Dragon. È stato a sostegno del suo omonimo EP Kwon Ji Yong (2017). Il tour è iniziato il 10 giugno 2017 a Seul e si è concluso l'8 ottobre 2017 a Taipei, Taiwan.
È il più grande tour mai condotto da un artista solista coreano, a cui hanno partecipato 654.000 persone in tutto il mondo.

## Annuncio
Nel gennaio 2017, YG Entertainment ha annunciato che G-Dragon stava lavorando ad un nuovo album solista che sarà pubblicato nel 2017, insieme ad un nuovo tour  a supporto dell'album. Il 31 marzo, è stato riferito da vari media che G-Dragon si esibirà allo stadio di Seoul World Cup il 10 giugno.                                                                                                                                        La YG Entertainment ha confermato il concerto una settimana dopo, rendendo G-Dragon il secondo artista solista nella storia ad esibirsi al Seoul World Cup Stadium, dopo Psy. Il 25 aprile è stato annunciato che il tour toccherà 18 città in Asia, Nord America e Oceania. Il 17 giugno sono state annunciate date aggiuntive a Hong Kong, Filippine, Indonesia, Malaysia e Taiwan.
Il 26 giugno, YG Entertainment ha aggiunto cinque città europee al tour, segnando la prima volta per G-Dragon per inscenare una performance solista in Europa. Il 26 giugno, la YG Entertainment ha aggiunto cinque città europee al tour, segnando la prima volta per G-Dragon una performance da solista in Europa.
Il concerto al Seoul World Cup Stadium è stato trasmesso in diretta nei cinema giapponesi. L'ultimo concerto in Giappone a Tokyo Dome il 20 settembre è stato trasmesso dal vivo in 100 teatri in tutto il Giappone.
Il noto designer e regista Willo Perron, ha lavorato come direttore creativo per il tour, famoso anche per aver precedentemente lavorato con artisti internazionali come Rihanna, Kanye West e Drake.

## Accoglienza

### Commerciale
La vendita dei biglietti è iniziata in Corea del Sud il 13 aprile, e tutti i 40.000 biglietti sono stati esauriti in 8 minuti, e ha generato 3,9 milioni di dollari di entrate dalle vendite dei biglietti. A Macao, un secondo spettacolo è stato aggiunto dopo il primo sold-out dopo l'uscita, vendendo un numero combinato di 22.000 biglietti. A Hong Kong, G-Dragon ha battuto il record di presenze all'Asia World–Arena per un solo spettacolo, riunendo 18.200 spettatori ogni sera per due spettacoli consecutivi. Il tour in Giappone ha riunito un pubblico di 260.000 persone per cinque concerti, con una partecipazione media di 52.000 persone per concerto.
Il tour elencato nella lista di fine anno di Pollstar, nella Top 200 North American Tours, G-Dragon si è classificato al numero 154, e guadagnato 7,9 milioni di dollari da otto spettacoli, rendendolo il secondo artista coreano a entrare nella classifica, dopo la sua band Big Bang.

## Critica

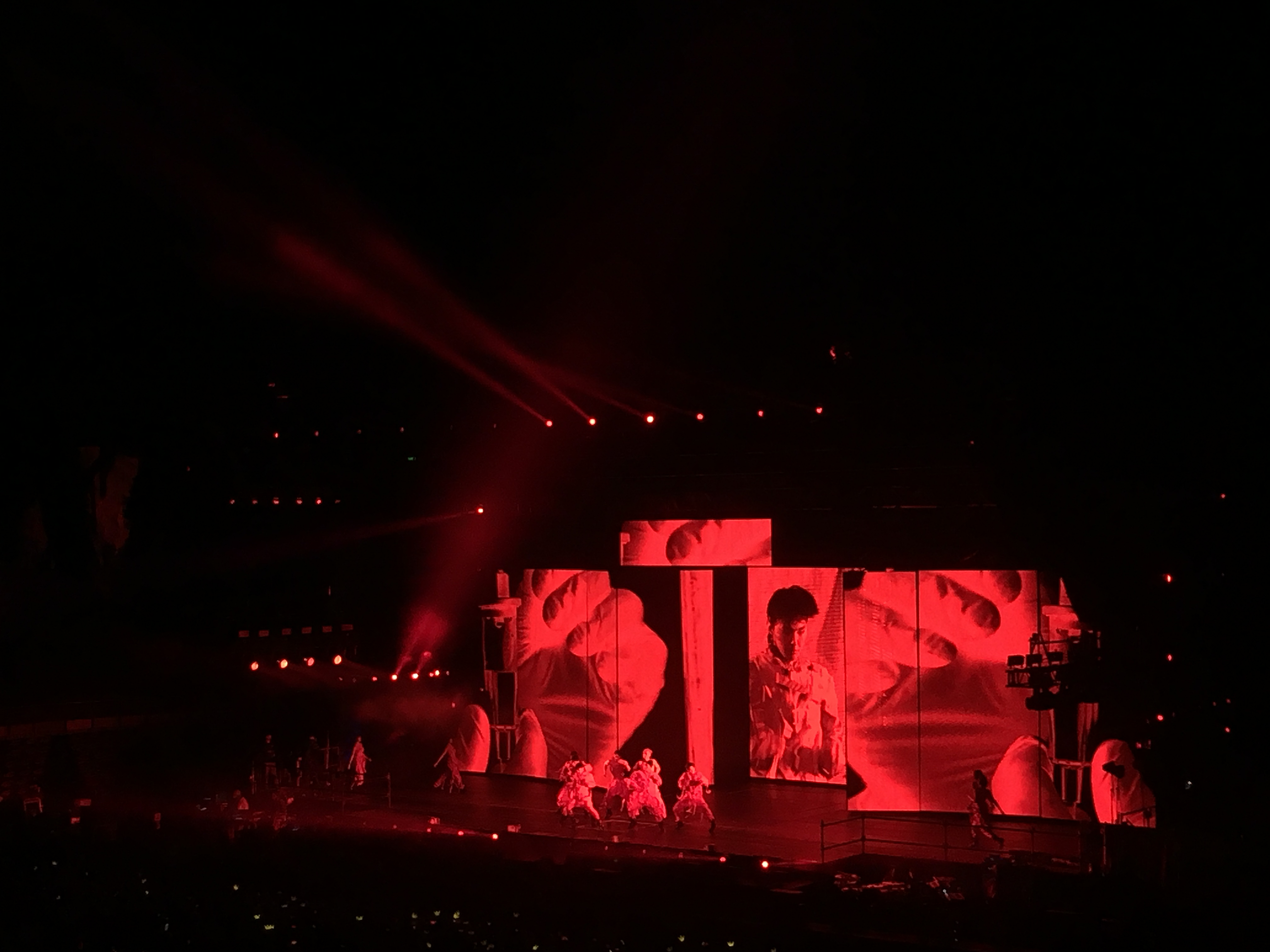
G-Dragon mentre esegue One of a Kind durante il tour a Sydney.

Il tour ha ricevuto recensioni positive dai critici musicali. Kimberly Lim di The New  ha pensato che "l'idea dietro il concerto era semplice, ma profonda". Lim si complimentò anche per come G-Dragon "ha dimostrato di essere un performer poliedrico – uno che è in grado di fare rap leggero, canzoni energiche, e cantare emotivo, potenti ballate mentre balla.
Riddhi Chakraborty di Rolling Stone India, ha descritto la prima parte del concerto come una "apertura energetica" che inizia con "pop-soaked hits dai primi anni della sua carriera, creando una progressione cronologica del suo repertorio per il resto della serata"; mentre la seconda parte presenta la "creazione di una superstar rappresentata come un processo doloroso e chirurgico, che serve come commento sulla superficialità dell'industria dello spettacolo", con G-Dragon saltare "generi senza sforzo" e "avvolgere tutto con precisione con coreografia tagliente." A proposito della parte finale, ha scritto che era "facilmente il più intimo dei tre segmenti", e ha concluso che nel concerto, il rapper ha deciso di "mettere tutto a nudo e dare ai suoi fan il miglior spettacolo possibile", facendo uso di "coreografia precisa, regia scenica, cambi di costume senza soluzione di continuità e una pletora di pirotecnici", ma nonostante il suo "alto valore di produzione", lo scrittore ha sentito che il suo "entusiasmo incrollabile, presenza scenica elettrica e brutale onestà che rendono il tour da non perdere.
Il sito Vulture ha classificato il concerto al Barclays Center al numero tre nella loro lista "I 10 Migliori Concerti del 2017", "eseguito con presenza, consapevole di non essere un uomo qualunque, mettendo in scena tre atti che hanno visto molteplici cambi di guardaroba, coreografia tagliente, luci costose e scenografie sul palco, e le sue solite sfacciate oscillazioni tra femme e machismo." Inoltre, hanno elogiato il modo in cui il rapper "ha rotto la quarta parete" e ha mostrato al pubblico che "è ancora un lavoro in corso, ma non ha più paura di lasciare i suoi fan guardare quella trasformazione."

## Scaletta
Questa scaletta è rappresentativa della mostra il 17 giugno 2017 a Macao. Non è rappresentativo di tutti i concerti per tutta la durata del tour.

### Act I
1. Heartbreaker
2. Breathe
3. A Boy
4. But I Love U
5. Obsession

### Act II
1. MichiGO
2. One of a Kind
3. R.O.D
4. That XX
5. Black
6. Missing You
7. You Do
8. Who You
9. I Love It
10. Today
11. Crayon

### Act III
1. Super Star
2. Middle Fingers Up
3. Bullshit
4. Divina Commedia
5. This Love
6. Crooked
7. Untitled, 2014

### Curiosità
- This Love è stata eseguita per il bis solo per la prima tappa in Asia e a Seattle, negli Stati Uniti.
- Durante il primo spettacolo a Seul, G-Dragon ha eseguito R.O.D e The Leaders con CL, e Palette e Missing You con IU.[24][25]
- Durante gli spettacoli a Manila e Kuala Lumpur, G-Dragon ha eseguito Missing You e Hello con Dara.[26][27]
- Durante il secondo spettacolo a Tokyo, G-Dragon e Seungri hanno eseguito Crooked e un mix di canzoni dei Big Bang tra cui Bae Bae, Bang Bang Bang, Good Boy e Fantastic Baby.[28]
- Durante lo spettacolo finale a Taipei, G-Dragon ha eseguito Palette e Missing You con IU.[29]

## Date del tour
| Data              | Città        | Stato         | Luogo                         | Biglietti venduti / Biglietti disponibili | Incasso    |
| Asia              | Asia         | Asia          | Asia                          | Asia                                      | Asia       |
| ----------------- | ------------ | ------------- | ----------------------------- | ----------------------------------------- | ---------- |
| 10 giugno 2017    | Seul         | Corea del Sud | Seoul World Cup Stadium       | 40.000 / 40.000                           | $3.900.000 |
| 17 giugno 2017    | Cotai        | Macao         | Cotai Arena                   | 22,000                                    | N.D.       |
| 18 giugno 2017    | Cotai        | Macao         | Cotai Arena                   | 22,000                                    | N.D.       |
| 24 giugno 2017    | Singapore    | Singapore     | Singapore Indoor Stadium      | 15.000                                    | N.D.       |
| 25 giugno 2017    | Singapore    | Singapore     | Singapore Indoor Stadium      | 15.000                                    | N.D.       |
| 7 luglio 2017     | Bangkok      | Thailandia    | IMPACT Arena                  | 20.000                                    | N.D.       |
| 8 luglio 2017     | Bangkok      | Thailandia    | IMPACT Arena                  | 20.000                                    | N.D.       |
| Nord America      |              |               |                               |                                           |            |
| 11 luglio 2017    | Seattle      | Stati Uniti   | KeyArena                      | 6.246 / 8.610                             | $809,157   |
| 14 luglio 2017    | San Jose     | Stati Uniti   | SAP Center                    | 9.031 / 11.441                            | $1,161,815 |
| 16 luglio 2017    | Inglewood    | Stati Uniti   | The Forum                     | 9.928 / 10.957                            | $1.354.697 |
| 19 luglio 2017    | Houston      | Stati Uniti   | Toyota Center                 | 5.708 / 7.796                             | $789.233   |
| 21 luglio 2017    | Chicago      | Stati Uniti   | United Center                 | 7.035 / 10.688                            | $944.143   |
| 25 luglio 2017    | Miami        | Stati Uniti   | American Airlines Arena       | 4.481 / 12.129                            | $562.097   |
| 27 luglio 2017    | Brooklyn     | Stati Uniti   | Barclays Center               | 7.920 / 9.861                             | $1.380.349 |
| 30 luglio 2017    | Toronto      | Canada        | Air Canada Centre             | 9.525 / 9.525                             | $1.078.640 |
| Oceania           |              |               |                               |                                           |            |
| 5 agosto 2017     | Sydney       | Australia     | Qudos Bank Arena              | N.D.                                      | N.D.       |
| 8 agosto 2017     | Brisbane     | Australia     | Brisbane Entertainment Centre | 2.103 / 2.351                             | $401.154   |
| 12 agosto 2017    | Melbourne    | Australia     | Hisense Arena                 | N.D.                                      | N.D.       |
| 16 agosto 2017    | Auckland     | Nuova Zelanda | Spark Arena                   | N.D.                                      | N.D.       |
| Asia              |              |               |                               |                                           |            |
| 19 agosto 2017    | Fukuoka      | Giappone      | Fukuoka Dome                  | 260.000                                   | N.D.       |
| 22 agosto 2017    | Osaka        | Giappone      | Kyocera Dome                  | 260.000                                   | N.D.       |
| 23 agosto 2017    | Osaka        | Giappone      | Kyocera Dome                  | 260.000                                   | N.D.       |
| 25 agosto 2017    | Chek Lap Kok | Hong Kong     | AsiaWorld–Arena               | 36.000                                    | N.D.       |
| 26 agosto 2017    | Chek Lap Kok | Hong Kong     | AsiaWorld–Arena               | 36.000                                    | N.D.       |
| 1º settembre 2017 | Quezon City  | Filippine     | Smart Araneta Coliseum        | N.D.                                      | N.D.       |
| 3 settembre 2017  | Jakarta      | Indonesia     | ICE Hall                      | N.D.                                      | N.D.       |
| 17 settembre 2017 | Kuala Lumpur | Malaysia      | Stadium Merdeka               | 12.000                                    | N.D.       |
| 19 settembre 2017 | Tokyo        | Giappone      | Tokyo Dome                    |                                           | N.D.       |
| 20 settembre 2017 | Tokyo        | Giappone      | Tokyo Dome                    |                                           | N.D.       |
| Europa            |              |               |                               |                                           |            |
| 23 settembre 2017 | Birmingham   | Regno Unito   | Genting Arena                 | N.D.                                      | N.D.       |
| 24 settembre 2017 | Londra       | Regno Unito   | The SSE Arena, Wembley        | N.D.                                      | N.D.       |
| 26 settembre 2017 | Amsterdam    | Paesi Bassi   | Ziggo Dome                    | N.D.                                      | N.D.       |
| 28 settembre 2017 | Parigi       | Francia       | AccorHotels Arena             | N.D.                                      | N.D.       |
| 30 settembre 2017 | Berlino      | Germania      | Mercedes-Benz Arena           | 9.161 / 12.322                            | $1.279.070 |
| Asia              |              |               |                               |                                           |            |
| 7 ottobre 2017    | Taipei       | Taiwan        | Nangang Exhibition Center     | 22.000                                    | $2.670.220 |
| 8 ottobre 2017    | Taipei       | Taiwan        | Nangang Exhibition Center     | 22.000                                    | $2.670.220 |
| Totale            | Totale       | Totale        | Totale                        | 654.000                                   | N.D.       |

## Personale
Crediti adattati dai crediti video mostrati alla fine dello spettacolo.
- Gil Smith II – Music director/keyboard
- Toure Harris – Pro Tools
- Omar Dominick – Bass
- Bennie Rodgers II – Drums
- Justin Lyons – Guitar

### Ballerini
- Hi-Tec
- Park Jung-heon
- Kim Byung-gon
- Kwon Young-deuk
- Kwon Young-don
- Lee Young-sang
- You Chung-jae
- Crazy
- Won Ah-yeon
- Park Eun-young
- Kim Min-jung
- Kim Hee-yeon
- Park Eun-chong
- Mai Murakawa

Concerto
- Lee Jae-wook – coreografo
- Jeong Chi-young - direttore esecutivo
- Lee Rachel - direttore del concerto
- Gee Eun – Visual director/ stilista

### Personale
- Choi Hong Il – Manager
- Lee Tae-hee – Manager
- Kim Tae-hyun – Hair stylist
- Lim Hea-kyung – Make-up stylist
- Kim Yun-kyoung – Make-up stylist
- Shin Mi-sug – Make-up stylist
- Hwangssabu – Personal trainer
- Lee Ji-hyun – Personal trainer
- Choi Jae-ho – Security
- Yang Soon-chul – Security